# Ritorno carrello
Il ritorno carrello (dall'inglese "carriage return", spesso abbreviato in CR), è un carattere di controllo o meccanismo utilizzato per ripristinare la posizione di un dispositivo all'inizio di una riga di testo. È strettamente associato ai concetti di avanzamento di riga (line feed) e andata a capo.

## Macchine per scrivere

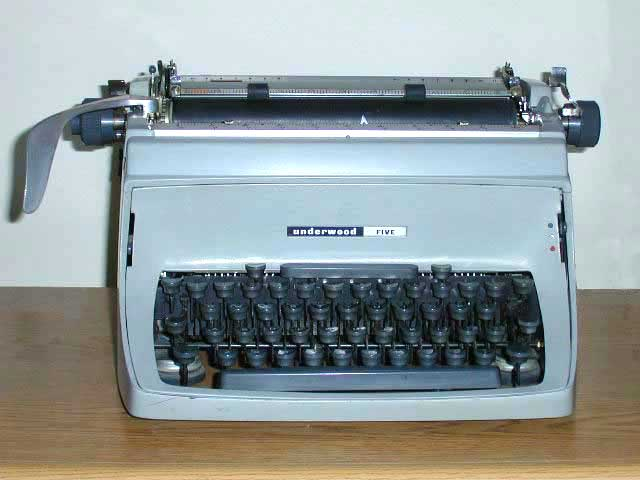
Touchmaster Five con leva di ritorno a sinistra

Originariamente, il termine "ritorno del carrello" si riferiva a un meccanismo o una leva su una macchina per scrivere. Per le macchine in cui il martelletto era fisso e la carta era tenuta in un carrello mobile, questa leva si trovava a sinistra, collegata al carrello in movimento, e veniva azionata dopo aver composto una riga di testo per far tornare il carrello tutto a destra, in modo che il martelletto fosse nuovamente allineato sul lato sinistro della carta. La leva solitamente avanzava anche la carta per passare alla riga successiva.
Molte macchine per scrivere elettriche come IBM Electric o Underwood Electric sostituirono il meccanismo del ritorno carrello, passando da una leva a un tasto aggiuntivo sulla tastiera. Il tasto era solitamente etichettato "carriage return", "return", o "power return".
Per migliorare la tastiera per coloro che non parlavano inglese, venne inoltre introdotto il simbolo ↵ (U+21B5, entità HTML ↵) per indicare l'azione combinata di ritorno carrello e avanzamento di riga.

## Computer
In informatica, il ritorno carrello è uno dei caratteri di controllo facente parte del codice ASCII, nonché di Unicode, EBCDIC, e molti altri. Esso comanda a una stampante o un altro sistema di output come un display di spostare la posizione del cursore alla prima posizione della stessa riga in cui si trova. Veniva principalmente utilizzato insieme al comando di avanzamento di riga (LF) in modo che la loro combinazione iniziasse una nuova riga. Insieme, questa sequenza è indicata indicata come CRLF.
Sia nell'ASCII che nell'Unicode, al ritorno carrello è assegnato il punto di codice 13 (o 0D in esadecimale). Nel linguaggio di programmazione C e in molti altri linguaggi (compresa la notazione delle espressioni regolari) da esso influenzati, esso è specificato tramite la costante di carattere \r.
Sempre riguardo la codifica, già nel 1901 il codice Baudot conteneva caratteri separati per ritorno carrello e avanzamento di riga.